# نوازي لو غران
نوازي-لو-غران (بالفرنسية: Noisy-le-Grand) هي بلدية فرنسية  تابعة لإقليم سين سان دوني في إيل دو فرانس وتقع في شمال فرنسا وهي اليوم ضاحية لباريس ويسكنها حوالي 64000 نسمة حسب إحصائيات سنة 2009.

## أعلام
- تيري تيسو
- أوجين كريكوي
- ستيفين موريارا
- يوهان باسف دوكتيل

## روابط
- الموقع الرسمي لعمادة المدينة